# زومبي مارفل (مسلسل قصير)
زومبي مارفل (بالإنجليزية: Marvel Zombies) هو مسلسل رسوم متحركة أمريكي قصير قادم من إنتاج زيب ويلز لخدمة البث ديزني+ ، استنادًا إلى سلسلة مارفل كوميكس التي تحمل نفس الاسم . من المقرر أن يكون المسلسل التلفزيوني السادس عشر في عالم مارفل السينمائي (MCU) من استديوهات مارفل ويتم إنتاجه بواسطة استديوهات مارفل للرسوم المتحركة . تدور أحداث المسلسل في الجدول الزمني البديل الذي تم تقديمه في حلقة " ماذا لو ... زومبي؟! " (2021) من المسلسل المتحرك ماذا لو ...؟ (2021–2024). استمرارًا لتلك الحلقة، يتتبع المسلسل مجموعة من الناجين الذين يقاتلون ضد الأبطال والأشرار السابقين الذين تحولوا إلى زومبي. عمل برايان أندروز كمنتج عرض ومخرج، وكان ويلز كاتبًا رئيسيًا .
يضم المسلسل طاقمًا من الممثلين يتكون من أوكوافينا ، وديفيد هاربور ، وسيمو ليو ، وإليزابيث أولسن ، وراندال بارك ، وفلورنس بيو ، وهايلي ستاينفيلد ، ودومينيك ثورن ، وإيمان فيلاني ، الذين يعيدون تمثيل أدوارهم من أعمال مارفل السابقة، إلى جانب تود ويليامز . كانت استوديوهات مارفل تعمل على تطوير العديد من المسلسلات المتحركة بالإضافة إلى ماذا لو...؟ بحلول يونيو 2021، بما في ذلك لعبة فرعية مبنية على "ماذا لو... زومبي؟!" والتي تم الإعلان عنها في نوفمبر. وكان ويلز وأندروز منخرطين في الأمر في ذلك الوقت. يتضمن المسلسل نفس أسلوب الرسوم المتحركة لمسلسل ماذا لو ...؟ مع عودة "مختبر ستيلر الإبداعي" من تلك السلسلة لتوفير الرسوم المتحركة. ستكون هذه أول سلسلة من إنتاج استديوهات مارفل للرسوم المتحركة تحصل على تصنيف TV-MA .
من المقرر أن يبدأ عرض مسلسل "زومبي مارفل" على ديزني+ في 3 أكتوبر 2025، وسيتكون من أربع حلقات. وسيكون جزءًا من المرحلة السادسة من عالم مارفل السينمائي.

## تمهيد
تدور أحداث المسلسل في الجدول الزمني البديل المقدم في ماذا لو ...؟ حلقة " ماذا لو... زومبي؟! " (2021)، وتتبع مجموعة من الناجين الذين يقاتلون ضد الأبطال والأشرار السابقين الذين تحولوا إلى زومبي.

## الممثلين والشخصيات
- أوكوافينا بدور كاتي : أفضل صديقة لشانغ تشي
- ديفيد هاربور في دور أليكسي شوستاكوف / الحارس الأحمر : الجندي الروسي الخارق الذي يقابل كابتن أمريكا وشخصية الأب ليلينا بيلوفا
- سيمو ليو في دور شو شانغ تشي : فنان قتالي ماهر تم تدريبه في سن مبكرة ليكون قاتلًا على يد والده وينوو. في المسلسل، تعرض شانغ تشي لعضة زومبي في ذراعه واستخدم الحلقات العشر الغامضة لمنع انتشار العدوى إلى بقية جسده.
- إليزابيث أولسن في دور واندا ماكسيموف / الساحرة القرمزية : زومبي المنتقمة السابقة التي يمكنها تسخير سحر الفوضى ، و التخاطر والتحريك الذهني ، وتغيير الواقع
- راندال بارك في دور جيمي وو : عميل سابق لمكتب التحقيقات الفيدرالي
- فلورنس بوغ في دور يلينا بيلوفا : جاسوسة وقاتلة ماهرة للغاية تم تدريبها في الغرفة الحمراء كأرملة سوداء
- هايلي ستاينفيلد بدور كيت بيشوب : امرأة شابة تدربت لتصبح رامية ماهرة بعد أن أنقذها كلينت بارتون عندما كانت طفلة
- دومينيك ثورن في دور ريري ويليامز / آيرون هارت : طالبة سابقة في معهد ماساتشوستس للتكنولوجيا ومخترعة عبقرية من شيكاغو ابتكرت درعًا ينافس الدرع الذي بناه توني ستارك / آيرون مان
- إيمان فيلاني في دور كامالا خان / السيدة مارفل : متحولة مراهقة من جيرسي سيتي ترتدي سوارًا سحريًا يفتح قدرتها على تسخير الطاقة الكونية وإنشاء هياكل ضوئية صلبة . قالت فيلاني إن خان كانت محورية في المسلسل، حيث وصف المبدعون دورها بأنه "فرودو القصة" في إشارة إلى شخصية فرودو باجينز من رواية سيد الخواتم (1954-1955).
- تود ويليامز

بالإضافة إلى ذلك، يعيد هدسون ثاميس تمثيل دوره كـ بيتر باركر / سبايدر مان من اعمال مارفل السابقة. الشخصيات الأخرى التي تم تأكيد ظهورها في المسلسل تشمل الناجين تاجر الموت ، بلايد / فارس القمر ، و وينوو ، بالإضافة إلى الزومبي كلينت بارتون / عين الصقر ، ستيف روجرز / كابتن أمريكا ، اميل بلونسكي / أبومينايشن ، آفا ستار / الشبح ، كارول دانفرز / كابتن مارفل ، ايكاريس ، و أوكوي .

## إنتاج

### تطوير
بحلول يونيو 2021، كانت استوديوهات مارفل للرسوم المتحركة تعمل على تطوير قائمة مكونة من ثلاث مسلسلات أخرى على الأقل بالإضافة إلى سلسلة ديزني+ ماذا لو...؟ (2021-2024). وفي الشهر التالي، قيل إن هذه المنتجات كانت في مراحل مختلفة من التطوير ولم يكن من المتوقع ظهورها لأول مرة حتى عام 2023 على الأقل. تم الإعلان عن سلسلة الرسوم المتحركة "زومبي مارفل" خلال حدث "يوم ديزني+" في نوفمبر 2021، استنادًا إلى سلسلة مارفل كوميكس التي تحمل الاسم نفسه . عاد بريان أندروز كمخرج من مسلسل ماذا لو...؟ وأيضًا كمنتج عرض ، مع زيب ويلز - كاتب لسلسلة شي هولك (2022) وفيلم ذا مارفيلز (2023) - ككاتب رئيسي ومنتج تنفيذي. المسلسل هو استمرار للخط الزمني البديل المليء بالزومبي والذي تم تقديمه في ماذا لو ...؟ حلقة " ماذا لو... زومبي؟! " (2021). استمتع رئيس استوديوهات مارفل كيفن فيج ورئيس الرسوم المتحركة براد ويندرباوم بهذه الحلقة كثيرًا لدرجة أنهما اقترحا استمرار القصة، وبدأ التطوير بعد استجابة إيجابية من المعجبين للحلقة.
أطلق أندروز على الحلقات الأربع من المسلسل اسم "حدث فيلم صغير". عمل كل من فيج و لويس ديسبوزيتو وويندربام و دانا فاسكيز-إيبرهاردت من استديوهات مارفل كمنتجين تنفيذيين إلى جانب والز وأندروز، مع دانيال كوستا و كاري وايسنار كمنتجين. خلال ندوة "استدبوهات مارفل للرسوم المتحركة" في مؤتمر سان دياغو كوميك كون لعام 2022، تم تقديم المسلسل والمشاريع الأخرى التي تمت مناقشتها باعتبارها جزءًا من "عالم مارفل للرسوم المتحركة". كما تم الإعلان في الندوة عن أن "زومبي مارفل" هو أول مسلسل رسوم متحركة من الاستوديو يتم تصنيفه على أنه TV-MA حتى يتمكن من عرض كل "الدماء والبقع التي تريدها من عرض يتمحور حول الزومبي".

### كتابة
كتب ويلز المسرحيات التلفزيونية للمسلسل، استنادًا إلى القصص التي ابتكرها مع أندروز. وصف ويندرباوم المسلسل بأنه "مكثف للغاية" وقارن مستوى العنف بقصص زومبي مارفل المصورة. أشار أندروز إلى أن تصنيف TV-MA يعني أنهم "ليسوا مضطرين للتساهل. يمكننا أن نكون أكثر جرأةً بعض الشيء." وقال إن المسلسل يمتزج فيه الفكاهة مع الحركة والعنف والدراما والعاطفة، وأضاف: "إنها ليست مجرد قصة زومبي، بل هي مغامرة شاملة - قصة ذات مواضيع الأمل واليأس، وهذا ما تريده من قصة زومبي غنية."

### اختيار الممثلين وتسجيل الصوت
في نوفمبر 2023، صرحت إيمان فيلاني أنها ستعيد تمثيل دورها من عالم مارفل السينمائي كامالا خان / السيدة مارفل في المسلسل؛ وكانت قد أكملت بالفعل عملها الصوتي بحلول ذلك الوقت. في نوفمبر 2024، تم الكشف عن العديد من الممثلين الآخرين الذين سيعيدون تمثيل أدوارهم من أعمال مارفل السابقة في المسلسل: أوكوافينا في دور كاتي ، ديفيد هاربور في دور أليكي شوستاكوف / الحارس الأحمر ، سيمو ليو في دور تشانغ-تشي ، إليزابيث أولسن في دور واندا ماكسيموف/ الساحرة القرمزية ، راندال بارك في دور جيمي وو ، فلورنس بيو في دور يلينا بيلوفا ، هايلي ستينفيلد في دور كايت بيشوب ، و دومينيك ثورن في دور ريري ويليامز /أيرون هارت . كما تم الإعلان عن تود ويليامز كجزء من فريق التمثيل. في فبراير 2025، صرح ويندرباوم أن هدسون ثامز - الذي أدى صوت بيتر باركر/سبايدرمان في "ماذا لو... زومبي؟!" واستمر في أداء صوت الشخصية في مسلسل الرسوم المتحركة لديزني+ الرجل العنكبوت الصديق الودود بالحي (2025) - سيعيد أيضًا تمثيل دوره في المسلسل.

### الرسوم المتحركة والتصميم
تتميز السلسلة بنفس أسلوب الرسوم المتحركة المظللة مثل ماذا لو ...؟ ، مع تشابه الشخصيات استنادًا إلى الممثلين من الأفلام. الرسوم المتحركة هي "2.5D"، مع نماذج ثلاثية الأبعاد تم تقديمها باستخدام إضاءة ثنائية الأبعاد لتبدو وكأنها رسومات مسطحة. تم توفير الرسوم المتحركة بواسطة مخبر ستيلار الإبداعي، أحد الاستوديوهات التي عملت على مسلسل ماذا لو...؟ .

## التسويق
تمت مناقشة المسلسل خلال ندوة استديوهات مارفل للرسوم المتحركة في مؤتمر سان دياغو كوميكون لعام 2022، عندما تم الكشف عن الأعمال الفنية للشخصيات. قام أندروز وويندرباوم بالترويج للمسلسل خلال ندوة استديوهات مارفل للرسوم المتحركة في مؤتمر D23 في أغسطس 2024، حيث تم عرض اللقطات. تم تضمين المزيد من اللقطات من المسلسل في مقطع فيديو أصدرته ديزني+ في أكتوبر، للإعلان عن جدول إصدار مشاريع مارفل للتلفويون ومارفل للرسوم المتحركة حتى نهاية عام 2025.

## الإصدار
من المقرر أن يبدأ عرض "زومبي مارفل" على ديزني+ في 3 أكتوبر 2025، وسيتكون من أربع حلقات وستكون السلسلة جزءًا من المرحلة السادسة من عالم مارفل السينمائي.